# Глизе 876
Глизе 876 (англ. Gliese 876), IL Водолея (лат. IL Aquarii) — одиночная переменная звезда в созвездии Водолея на расстоянии приблизительно 15 световых лет (около 4,7 парсек) от Солнца. Видимая звёздная величина звезды — от 10,21m до 10,15m. Возраст звезды оценивается как около 6,2 млрд лет.
Вокруг звезды обращается, как минимум, четыре планеты.

## Характеристики
Глизе 876 — красный карлик, вращающаяся переменная звезда типа BY Дракона (BY) спектрального класса M3,5V, или M4V. Масса — около 0,346 солнечной, радиус — около 0,352 солнечного, светимость — около 0,0016 солнечной. Эффективная температура — около 3185 К.

## Планетная система

Орбиты планет в системе Глизе 876

Глизе 876 — первый красный карлик, у которого была обнаружена планетная система. Вероятно, массивные планеты-гиганты вообще нетипичны для подобных звёзд. Орбиты планет b, c и e находятся в резонансе 1:2:4. Планета d — одна из самых лёгких экзопланет из обнаруженных у нормальных звёзд. Возмущения орбит планет-гигантов, вызываемые взаимным гравитационным влиянием, позволили определить угол наклона орбит к лучу зрения ~50°.
В 2000 году группой астрономов было объявлено об открытии планет Глизе 876 b и Глизе 876 c.
В 2005 году группой астрономов было объявлено об открытии планеты Глизе 876 d.
В 2010 году группой астрономов было объявлено об открытии планеты Глизе 876 e.
Объявление об открытии планет Глизе 876 f и Глизе 876 g, сделанное в 2014 году, было отозвано.

## Ближайшее окружение звезды
Следующие звёздные системы находятся на расстоянии в пределах 10 световых лет от Глизе 876:
| Звезда             | Спектральный класс | Расстояние, св. лет |
| EZ Водолея         | M5-5,5 Ve / ? / ?  | 4,3                 |
| G 158-27           | M5,5 V             | 5,1                 |
| L 722-22           | M4 V / M4 V        | 6,3                 |
| Лакайль 9352       | M1,5-3 Ve          | 6,7                 |
| BD+01 4774         | M1 Ve              | 7,7                 |
| AX Микроскопа      | K7-M2 Ve           | 8,2                 |
| YZ Кита            | M4,5 Ve            | 8,5                 |
| HIP 103039         | ?                  | 8,7                 |
| Звезда ван Маанена | DF-G /VII          | 8,9                 |
| L 788-34           | M4,5 V             | 9,4                 |
| GJ 1286            | M5,5 V             | 9,8                 |